# Banel et Adama
Banel et Adama è un film del 2023 scritto e diretto da Ramata-Toulaye Sy al suo esordio alla regia cinematografica.

## Trama
I giovani Banel e Adama vivono in uno sperduto villaggio nel Nord del Senegal. Nonostante i due abbiano un carattere molti diverso, Adama e Banel si innamorano e decidono di lasciare le rispettive famiglie di origine per vivere insieme. Tuttavia, quando Adama rifiuta il suo diritto di nascita di diventare il capo del villaggio, il loro amore viene ostacolato.

## Produzione
Le riprese si sono svolte tra il maggio e il giugno 2022 nel nord del Senegal.

## Distribuzione
La prima del film è avvenuta il 20 maggio 2023 in occasione del Festival di Cannes 2023, dove la pellicola è in concorso per la Palma d'oro.

## Accoglienza

### Critica
Aldo Spiniello su Sentieri Selvaggi recensisce il film tiepidamente, valutandolo 2,4 stelle e scrivendo che "Nell’esordio della regista francese, di origine senegalese, non si scorge una via davvero personale, oltre le convenzioni della scrittura e delle forme". 

## Riconoscimenti
- 2023 - Festival di Cannes[4]
  - In concorso per la Palma d'oro